# Tomboco
Tomboco – miasto w Angoli, w prowincji Zair.